# Stratiopontotes mediterraneus
Stratiopontotes mediterraneus is een eenoogkreeftjessoort uit de familie van de Aegisthidae. De wetenschappelijke naam van de soort is voor het eerst geldig gepubliceerd in 1970 door Soyer.